# Веккер, Андреас
Андре́ас Ве́ккер (нем. Andreas Wecker; род. 2 января 1970 года, Штасфурт) — бывший немецкий гимнаст. 

## Спортивные достижения
Андреас Веккер — бывший чемпион Европы, мира и Олимпийских игр. Его главным достижением в спортивной гимнастике стала золотая медаль в упражнениях на перекладине на летних Олимпийских играх в Атланте в 1996 году. Там в упражнениях на перекладине он смог опередить таких гимнастов как Виталия Щербо и Алексея Немова.
В 1989 году Веккер был назван последним спортсменом года ГДР. Он выступал за спортивный клуб СК «Динамо» Берлин/Динамо (ГДР).
В 1995 году Веккер в упражнениях на турнике был чемпионом мира, в 1989 и 1992 годах — чемпионом Европы. В 1988 году он был чемпионом Европы среди юниоров. В период с 1989 по 1995 год в общей сложности он завоевал более 14 медалей различных уровней, на разных снарядах, включая командные соревнования.
На немецких чемпионатах DTB и DTV он завоёвывал более 40 наград в многоборье и на различных снарядах.
В 2000 году Веккера включали в состав немецкой команды на Олимпиаду в Сиднее. За несколько дней до соревнований он получил серьезную травму плеча, сорвал бицепс мышцы в плече и на этом закончил спортивную карьеру. Сегодня Веккер — председатель и основатель компании Andreas Seed Oils со штаб — квартирой в городе Бенде, Орегон. 